# Corredor de Exportação Araguari-Santos

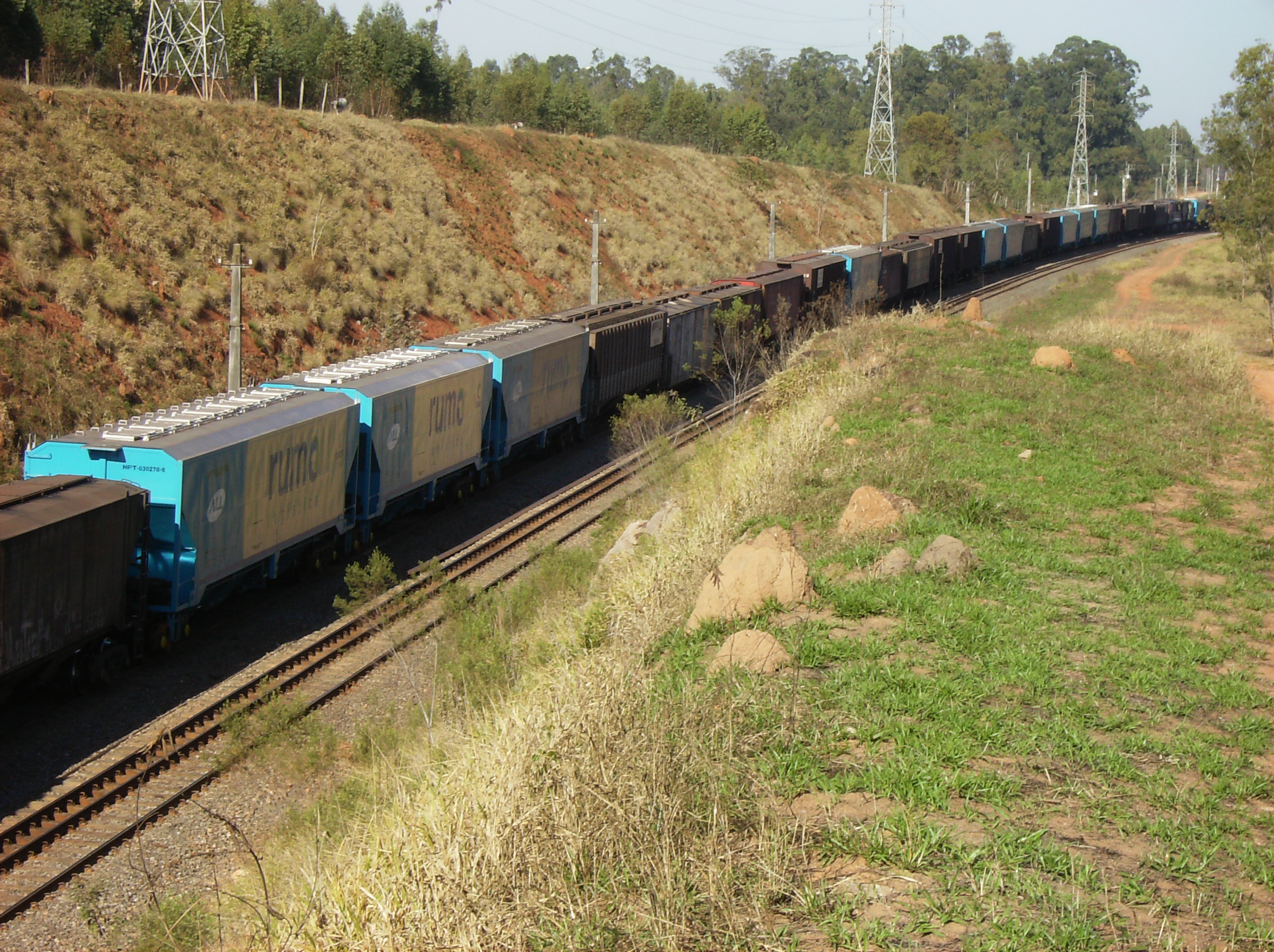
Trecho do corredor de Exportação duplicado e com bitola mista, em Salto (SP)

O Corredor de Exportação Araguari-Santos foi um projeto idealizado pelo governo federal na décadas de 1970, de um sistema integrado de transporte, armazenamento e escoamento de produtos destinados a exportação, que garantisse capacidade e agilidade logística desde o Triângulo Mineiro até o Porto de Santos.

## História
Em 1972, o Primeiro Plano Nacional de Desenvolvimento lançou o Programa de Corredores de Exportação. Tais corredores eram definidos como um sistema integrado de transporte e armazenamento para escoamento de produtos de alta concentração e grandes volumes, de forma a agilizar seu escoamento para exportação ou mesmo consumo interno. Eles incluíam obras em sistemas de armazenamento, transportes e estrutura portuária, de forma a poder atender a um novo patamar de demanda. No caso do Estado de São Paulo foi contemplado o Porto de Santos. 
Um dos projetos selecionados foi uma radical remodelação das linhas ferroviárias entre Araguari (MG) e Santos (SP), com 890 km de extensão pertencentes a FEPASA, facilitando o escoamento da soja do Centro-Oeste, bem como outras culturas tais como café, açúcar e farelos, por exemplo. Esse trecho fazia parte da linha Santos-Mairinque-Campinas-Ribeirão Preto-Araguari (EF-050), que na década de 1970 gerava cerca de 60% das 70 mil toneladas úteis diárias movimentadas pela FEPASA.
O corredor a ser modernizado era formado pela antiga Linha Tronco da CMEF de Araguari a Campinas; pelo antigo Ramal de Campinas da Sorocabana de Campinas a Mairinque; e pela Linha Mairinque-Santos da Sorocabana. Diversos trechos dessas ferrovias centenárias foram modificados e retificados, o que tornou a linha atual diferente em praticamente toda a sua extensão.
Com recursos garantidos do BNDES para as obras, o projeto do grande corredor ferroviário de exportação Araguari-Santos, previa a eletrificação de todo o traçado em 3 kV DC; a remodelação de trechos sinuosos; a aplicação do terceiro trilho para operação simultânea de trens de bitola métrica e bitola larga (1,00 m e 1,60 m); a duplicação das linhas entre Campinas e Santos; e por fim, sinalização eletrônica operada à distância num comando único centralizado. A Fepasa conseguiu concluir parcialmente esse plano de metas, em obras que se arrastaram entre as décadas de 1980 e 1990. 

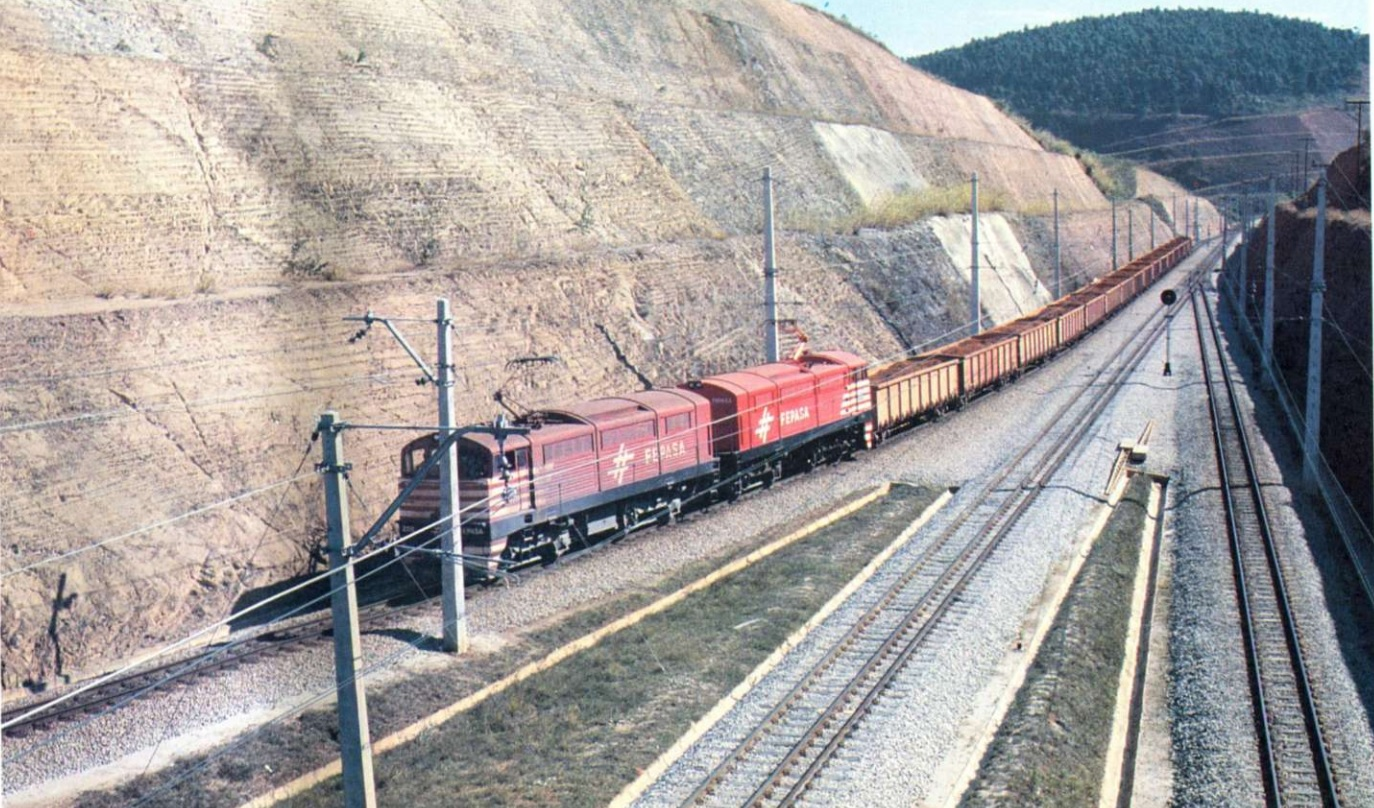
Locomotivas GE B-B e vagões gôndola no trecho eletrificado e com bitola mista do corredor, em 1988.

Em 1986, foi inaugurado o trecho em bitola mista e via singela entre Campinas e Santos. Juntamente foi inaugurada a eletrificação entre Campinas e Mairinque, mas esta foi desativada após a concessão do trecho no final dos anos 1990.
Atualmente o corredor esta concessionado para empresas privadas e se consolidou como um dos principais corredores de exportação do agronegócio  brasileiro. Em seu traçado existem inúmeros terminais integradores que recebem cargas rodoviárias, as armazenam e as escoam via ferrovia. A concessão está dividida em dois trechos: Araguari-Campinas sob administração da VLI e Campinas-Santos sob administração da Rumo Logística, mas de acesso compartilhado.
Em 2016, foi finalizada a duplicação do trecho em bitola mista entre Campinas e Santos, pela concessionária Rumo Logística.

## Variantes e ramais
As retificações na antiga Linha Tronco da CMEF, resultaram na criação das seguintes variantes:
- Variante Entroncamento-Amoroso Costa;
- Variante Bento Quirino-Entroncamento;
- Variante Tambaú-Bento Quirino;
- Variante Lagoa-Tambaú;
- Variante Guedes-Mato Seco;
- Variante Boa Vista-Guedes.

O antigo Ramal de Campinas da Sorocabana deu lugar a Variante Boa Vista-Guaianã, construída em bitola mista e com redução das 272 curvas originas, para apenas 53. 
A Linha Mairinque-Santos passou por melhorias e também recebeu a bitola mista, além da preparação para duplicação futura no trecho da Serra do Mar. Já a região da Baixada Santista recebeu dois novos ramais:
- Ramal de Piaçaguera
- Ramal de Conçeiçãozinha